# ليف تسيليشتشيف
ليف تسيليشتشيف (بالروسية: Целищев, Лев Аркадьевич)‏ مواليد 16 أبريل 1990، هو لاعب كرة يد روسي يلعب كمحور. مثل منتخب روسيا لكرة اليد.

## سجل المنافسة
شارك في البطولات التالية:
- بطولة أوروبا لكرة اليد للرجال 2016